# Cyclocephala quatuordecimpunctata
Cyclocephala quatuordecimpunctata är en skalbaggsart som beskrevs av Mannerheim 1829. Cyclocephala quatuordecimpunctata ingår i släktet Cyclocephala och familjen Dynastidae. Inga underarter finns listade i Catalogue of Life.